# Simon Bosboom

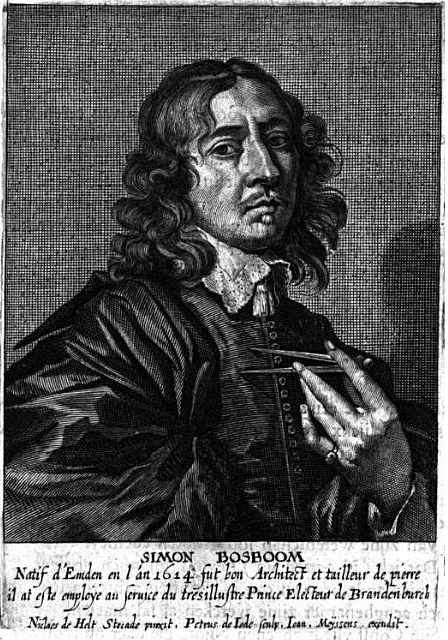
Ritratto inciso da Pieter de Jode il Giovane da un dipinto di Nicolaes de Helt Stockade per Het Gulden Cabinet.

Simon Bosboom (Emden, 1614 – Amsterdam, 1662) è stato un architetto e scrittore olandese del secolo d'oro.

## Biografia
Fu attivo come architetto in Inghilterra e Germania, prima di lavorare in un ospizio per il consiglio comunale di Nimega nel 1640. Suo figlio Dirk, che divenne anch'esso un incisore, nacque a Nimega nel 1641. Bosboom si trasferì ad Amsterdam quando fu assunto come maestro muratore per assistere Jacob van Campen per il suo lavoro come architetto cittadino di Amsterdam. Lo aiutò nella costruzione del  Municipio di Amsterdam, il suo più grande progetto in città. Nel 1653 fu promosso muratore dopo il licenziamento di Willem de Keyser e nel 1657, anno della morte di Van Campen, Bosboom fu promosso architetto cittadino.
Proprio come Hubertus Quellinus aveva fatto per il municipio nel 1665, Bosboom pubblicò un piccolo opuscolo didattico sull'architettura con incisioni da Vincenzo Scamozzi intitolato Cort onderwys van de Vyf Colommen o Breve istruzione sulle cinque colonne (Dorico, Ionico, Corinzio, Tuscanico, Composito). Il suo libro gli ottenne un posto sull'opera di Cornelis de Bie, Het Gulden Cabinet. Scrisse che aveva aiutato Jacob van Campen e Artus Quellinus con decorazioni per il Municipio di Amsterdam, costruito nel 1649-1653.
Il suo libro divenne un famoso manuale per architetti che fu ristampato più volte e servì a diffondere le idee di Scamozzi in tutti i Paesi Bassi.